# Lee Richardson (acteur)
Pour l'homme politique canadien, voir Lee Richardson.
Pour les articles homonymes, voir Richardson.
Lee Richardson, né le 11 septembre 1926 à Chicago (Illinois) et mort le 2 octobre 1999 à New York, est un acteur américain.

## Biographie
Né à Chicago en 1926, Lee Richardson a servi dans l'United States Air Force pendant la Seconde Guerre mondiale, période pendant laquelle il dévora les œuvres de Shakespeare et Noël Coward.
Il fit une années préparatoire en droit à l'Université Loyola de Chicago avant d'entrer à la Chicago's Goodman Theatre School. À l'âge de 24 ans, il joua dans une pièce de Tennessee Williams, Été et Fumées avec Geraldine Page.
Il fit plus de 250 apparitions dans les séries TV Studio One et Playhouse 90.
Dans les années 1960, il fut l'un des fondateurs du Guthrie Theater de Minneapolis et y travailla avec Zoé Caldwell, Jessica Tandy et son mari Hume Cronyn.
En 1973, il fut nommé pour un Tony Award pour son rôle dans Vivat! Vivat! Regina!.
Il était l'un des acteurs favoris du réalisateur Sidney Lumet, qui l'engagea entre autres dans plus d'une centaine de rôles dans des publicités télévisées.
Il fut marié à Elaine Rower Richardson de 1961 à 1996, année où elle décéda. Ils eurent deux enfants, Rachel et Jonathan.

## Filmographie

### Cinéma
- 1959 : Au milieu de la nuit (Middle of the Night) de Delbert Mann : Joey Lockman
- 1976 : Network de Sidney Lumet : Narrateur (voix)
- 1980 : Brubaker de Stuart Rosenberg : Warden Renfro
- 1981 : Le Prince de New York de Sidney Lumet : Sam Heinsdorff
- 1982 : Country Gold de Gilbert Cates : Sam Vogel
- 1983 : Daniel de Sidney Lumet : Reporter
- 1983 : I am the Cheese de Robert Jiras : Mr Grey
- 1985 : L'Honneur des Prizzi de John Huston : Dominic Prizzi
- 1987 : Sweet Lorraine de Steve Gomer : Sam
- 1987 : La Force du silence (Amazing Grace and Chuck) de Mike Newell : Jeffries
- 1987 : Les Envoûtés (The Believers) de John Schlesinger : Dennis Maslow
- 1988 : Laura Lansing Slept Here de George Schaefer : Larry Baumgartner
- 1988 : Tiger Warsaw de Amin Q. Chaudhri : Michael Warsaw
- 1989 : La Mouche 2 de Chris Walas : Anton Bartok
- 1990 : L'Exorciste, la suite (L'Exorciste III) de William Peter Blatty : Président de l'université
- 1990 : Contre-enquête de Sidney Lumet : Leo Bloomenfeld
- 1992 : Une étrangère parmi nous (A Stranger Among Us) de Sidney Lumet : Rebbe
- 1998 : June (Court métrage) de Sabine Harbeke

### Télévision
- 1957 : Studio One (série télévisée, 1 épisode) : George Lang
- 1958 : BBC Sunday-Night Theatre (série télévisée, 1 épisode) : Invité
- 1958 : Kraft Television Theatre (série télévisée, 1 épisode)
- 1958 : Hallmark Hall of Fame (série télévisée, 2 épisodes) : Mr Livingston / Ralph
- 1959 : Brenner (série télévisée, 1 épisode)
- 1961 : Way Out (série télévisée, 1 épisode)
- 1974 : Après la chute (After the Fall) de Gilbert Cates : Lou
- 1980 : Gnomes de Jack Zander (téléfilm) : Narrateur (voix)
- 1985 : Aline et Cathy de Sherry Cobden (série télévisée, 1 épisode) : Le Professeur
- 1985 : Stingray de Richard Colla (téléfilm) : Dr Ernst Decter
- 1988 : Internal Affairs de Michael Tuchner (téléfilm): Chief Hart
- 1988 : Méprise (Double Take) (Téléfilm) de Jud Taylor : Jim Hart
- 1989 : Fair Games de Noel Nosseck (téléfilm): T.K. Sykes
- 1990 : Capital News de Mark Tinker (téléfilm): Alex Streeter
- 1991 : New York, police judiciaire de Dick Wolf (série télévisée, 2 épisodes) : Michael "Mike" Le Claire
- 1991 : Eddie Dodd de Lawrence Lasker (série télévisée, 1 épisode) : Juge Horn
- 1992 : État de Peur (With Murder in Mind) de Michael Tuchner (téléfilm) : John Condon
- 1993 : Le Combat de Sarah (Skylark) de Joseph Sargent (téléfilm): Chub Horatio
- 1995 : Compromising Situations de James Glenn (série télévisée, 2 épisodes) : Greg / Fred
- 1995 : Truman de Frank Pierson (téléfilm) : Franklin D. Roosevelt (non crédité)